# Gare de Montreuil-sur-Mer
Gare de Montreuil-sur-Mer vasútállomás Franciaországban, Montreuil településen.

## Vasútvonalak
Az állomást az alábbi vasútvonalak érintik:
- Saint-Pol-sur-Ternoise-Étaples-vasútvonal

## Kapcsolódó állomások
A vasútállomáshoz az alábbi állomások vannak a legközelebb:
- Gare d’Étaples - Le Touquet
- Gare de Brimeux